# Landesliga Württemberg
Die Landesliga Württemberg (bestehend aus vier Staffeln) ist die zweithöchste Liga des Württembergischen Fußballverbandes und die siebthöchste Liga im deutschen Ligasystem. Sie wurde erstmals zwischen 1945 und 1950 ausgetragen. In der heutigen viergleisigen Form besteht sie seit 1978. Sie ist neben der Landesliga Baden und der Landesliga Südbaden eine von drei Landesligen in Baden-Württemberg.

## Geschichte

### Landesliga Württemberg 1945–1950
Erstmals bestand sie von 1945 bis 1950 als zweitklassige Liga auf gleicher Ebene mit der vom damaligen Südwestdeutschen Fußballverband organisierten Verbandsliga Südwürttemberg, ehe sie 1950 nach der Einführung der überregionalen II. Division Süd als zweithöchster Spielklasse mit dieser zur drittklassigen 1. Amateurliga zusammengelegt wurde.
Die nachfolgenden Mannschaften waren die Gründungsvereine in der Saison 1949/50: TSG Ulm 1846, Sportfreunde Stuttgart, 1. Göppinger SV, SC Stuttgart, SSV Ulm, SpVgg Feuerbach, VfR Aalen, Union Böckingen und FV Zuffenhausen.

### Landesliga Württemberg ab 1978
Im Zusammenhang mit der in der nahezu bundesweiten Einführung der Oberliga als dritthöchste Spielklasse resultierenden Ligareform 1978 wurde ab der Saison 1978/79 die neue Landesliga Württemberg in der bis heute bestehenden Form aus vier Staffeln eingeführt. 1978 war sie auf der fünften Ligaebene unterhalb von Bundesliga, 2. Liga (Süd), Oberliga Baden-Württemberg und Verbandsliga Württemberg angesiedelt. Durch Einführung der drittklassigen Regionalliga 1994 sowie der 3. Liga 2008 rückte sie in der Ligapyramide jeweils um eine Stufe nach unten, so dass sie seither die siebthöchsten Spielklasse für Vereine des württembergischen Ligafußballs darstellt.

## Gliederung
Jeweils drei der zwölf Bezirke werden einer der vier württembergischen Landesligastaffeln zugeordnet:
Landesliga Württemberg 1
In der Landesliga Württemberg Staffel 1 spielen Vereine aus den Bezirken Enz/Murr, Franken und Rems/Murr/Hall.
Landesliga Württemberg 2
In der Landesliga Württemberg Staffel 2 spielen Vereine aus den Bezirken Ostwürttemberg, Neckar/Fils und Stuttgart/Böblingen.
Landesliga Württemberg 3
In der Landesliga Württemberg Staffel 3 spielen Vereine aus den Bezirken Alb, Nordschwarzwald und Schwarzwald-Zollern.
Landesliga Württemberg 4
In der Landesliga Württemberg Staffel 4 spielen Vereine aus den Bezirken Bodensee, Donau/Iller und Oberschwaben.

## Staffel-Meister seit 1978/79
| Jahr | Staffel 1                                                 | Staffel 2                                                 | Staffel 3                                                 | Staffel 4                                                 |
| ---- | --------------------------------------------------------- | --------------------------------------------------------- | --------------------------------------------------------- | --------------------------------------------------------- |
| 1979 | SV Germania Bietigheim                                    | VfR Aalen                                                 | VfL Herrenberg                                            | FV Bad Waldsee                                            |
| 1980 | SV Leingarten                                             | SC Geislingen                                             | GSV Maichingen                                            | FV Bad Saulgau 04                                         |
| 1981 | FC Marbach                                                | SV Rot                                                    | VfL Pfullingen                                            | FC Wangen 05                                              |
| 1982 | VfL Schorndorf                                            | TSB Schwäbisch Gmünd                                      | VfL Sindelfingen                                          | SV Mochenwangen                                           |
| 1983 | TSG Backnang 1919                                         | SC Geislingen                                             | TSV Pliezhausen                                           | FV Bad Saulgau 04                                         |
| 1984 | SV Germania Bietigheim                                    | VfL Kirchheim/Teck                                        | SpVgg Böblingen                                           | FC Tailfingen                                             |
| 1985 | Viktoria Backnang                                         | TV Wiblingen                                              | VfL Sindelfingen                                          | FV Bad Saulgau 04                                         |
| 1986 | SV Germania Bietigheim                                    | FV Zuffenhausen                                           | VfL Nagold                                                | FV Ebingen                                                |
| 1987 | SpVgg Renningen                                           | TSB Schwäbisch Gmünd                                      | VfL Pfullingen                                            | SV Oberzell                                               |
| 1988 | TSV Eltingen                                              | SV Bonlanden                                              | VfL Herrenberg                                            | FV Ebingen                                                |
| 1989 | Viktoria Backnang                                         | SpVgg Au/Iller                                            | TSV Ofterdingen                                           | FV Ravensburg                                             |
| 1990 | Viktoria Backnang                                         | Stuttgarter Kickers II                                    | GSV Maichingen                                            | FV Ebingen                                                |
| 1991 | TSF Ditzingen                                             | Heidenheimer SB                                           | SpVgg Böblingen                                           | FV Biberach                                               |
| 1992 | SV Berlichingen                                           | TSV Wäldenbronn-Esslingen                                 | TSV Pliezhausen                                           | FC Tailfingen                                             |
| 1993 | Sportfreunde Schwäbisch Hall                              | SpVgg Au/Iller                                            | TV Darmsheim                                              | FV Biberach                                               |
| 1994 | SGV Freiberg Fußball                                      | SV Bonlanden                                              | SV 03 Tübingen                                            | VfB Friedrichshafen                                       |
| 1995 | TSG Backnang                                              | SpVgg Au/Iller                                            | TSV Pliezhausen                                           | TSG Balingen                                              |
| 1996 | SC Korb                                                   | Stuttgarter Kickers II                                    | TuS Ergenzingen                                           | SV Mochenwangen                                           |
| 1997 | SV Fellbach                                               | Sportfreunde Dorfmerkingen                                | TuS Metzingen                                             | FC Isny                                                   |
| 1998 | SpVgg Renningen                                           | Heidenheimer SB                                           | TSV Schönaich                                             | FC Tailfingen                                             |
| 1999 | SGV Freiberg Fußball                                      | Victoria Schwäbisch Gmünd                                 | SSV Reutlingen 05 II                                      | FV Rot-Weiß Weiler                                        |
| 2000 | SpVgg Renningen                                           | FV Zuffenhausen                                           | FV Rottweil                                               | TSV Allmendingen                                          |
| 2001 | TSV Crailsheim                                            | SSV Ulm 1846 II                                           | TSV Ofterdingen                                           | SV Oberzell                                               |
| 2002 | SG Sonnenhof Großaspach                                   | 1. FC Normannia Gmünd                                     | TuS Metzingen                                             | VfB Friedrichshafen                                       |
| 2003 | TSG Backnang                                              | FV Illertissen                                            | TSV Ofterdingen                                           | FV Olympia Laupheim                                       |
| 2004 | TSV Schwieberdingen                                       | 1. FC Frickenhausen                                       | FV Rottweil                                               | FC Wangen 05                                              |
| 2005 | SV Fellbach                                               | 1. FC Eislingen                                           | TB Kirchentellinsfurt                                     | FV Ravensburg                                             |
| 2006 | FSV 08 Bissingen                                          | 1. FC Donzdorf                                            | FC Gärtringen                                             | SV Baustetten                                             |
| 2007 | FSV Hollenbach                                            | VfR Aalen II                                              | VfL Sindelfingen                                          | FC Wangen 05                                              |
| 2008 | SKV Rutesheim                                             | 1. FC Donzdorf                                            | VfL Nagold                                                | VfB Friedrichshafen                                       |
| 2009 | VfB Neckarrems                                            | TV Echterdingen                                           | FC Gärtringen                                             | SV Oberzell                                               |
| 2010 | TuRa Untermünkheim                                        | 1. FC Heidenheim II                                       | SV Nehren                                                 | FC Wangen 05                                              |
| 2011 | Sportfreunde Schwäbisch Hall                              | TSV Essingen                                              | SV Böblingen                                              | VfB Friedrichshafen                                       |
| 2012 | SG Sonnenhof Großaspach II                                | 1. FC Frickenhausen                                       | VfB Bösingen                                              | TSG Ehingen                                               |
| 2013 | Neckarsulmer Sport-Union                                  | VfR Aalen II                                              | VfL Sindelfingen                                          | TSV Berg                                                  |
| 2014 | TSG Backnang                                              | TSV Essingen                                              | FC Gärtringen                                             | FV Olympia Laupheim                                       |
| 2015 | TSV Ilshofen                                              | 1. FC Heiningen                                           | VfL Sindelfingen                                          | TSG Balingen II                                           |
| 2016 | FV Löchgau                                                | Calcio Leinfelden-Echterdingen                            | VfL Pfullingen                                            | FC Wangen 05                                              |
| 2017 | TSG Öhringen                                              | Sportfreunde Dorfmerkingen                                | TSG Tübingen                                              | SSV Ehingen-Süd                                           |
| 2018 | SV Breuningsweiler                                        | 1. FC Heiningen                                           | VfL Nagold                                                | FV Olympia Laupheim                                       |
| 2019 | SV Fellbach                                               | TSG Hofherrnweiler-Unterr.                                | VfL Pfullingen                                            | TSV Berg                                                  |
| 2020 | TSV Crailsheim                                            | Türk Spor Neu-Ulm                                         | FC Holzhausen                                             | VfB Friedrichshafen                                       |
| 2021 | Saisonabbruch ohne Wertung aufgrund der COVID-19-Pandemie | Saisonabbruch ohne Wertung aufgrund der COVID-19-Pandemie | Saisonabbruch ohne Wertung aufgrund der COVID-19-Pandemie | Saisonabbruch ohne Wertung aufgrund der COVID-19-Pandemie |
| 2022 | Sportfreunde Schwäbisch Hall                              | SC Geislingen                                             | VfL Nagold                                                | FV Biberach                                               |
| 2023 | Türkspor Neckarsulm                                       | TSV Oberensingen                                          | GSV Maichingen                                            | FV Rot-Weiß Weiler                                        |
| 2024 | TSV Heimerdingen                                          | FC Esslingen                                              | Young Boys Reutlingen                                     | TSG Balingen II                                           |
| 2025 | FSV Waiblingen                                            | TSV Weilimdorf                                            | FC Rottenburg                                             | VfB Friedrichshafen                                       |

## Auf- und Abstiegsregelung
Die Meister der vier Staffeln steigen automatisch in die Verbandsliga Württemberg auf. Die vier Vizemeister nehmen an der Relegationsrunde zur Verbandsliga teil, in der sie zunächst in zwei K.-o.-Runden gegeneinander antreten. Der Vizemeister, der sich letztlich durchsetzt, muss in einem weiteren Relegationsspiel gegen den Verbandsligaverein antreten, der dort auf dem Relegationsplatz landete. Die Normalzahl der Mannschaften pro Staffel beträgt 16. Gibt es mehr Absteiger aus der Verbandsliga und Aufsteiger aus den Bezirksligen als Absteiger in die Bezirksliga und Aufsteiger in die Verbandsliga, so erhöht sich die Anzahl der Mannschaften, wodurch in der folgenden Spielzeit eine „verschärfte“ Abstiegsregelung zum Tragen kommt. Hier erhöht sich die Anzahl der festen Absteiger um die Anzahl der Mannschaften, um die die jeweilige Staffel die Normalzahl von 16 übersteigt.